# Occidryas morandi
Occidryas morandi är en fjärilsart som beskrevs av Gunder 1928. Occidryas morandi ingår i släktet Occidryas och familjen praktfjärilar. Inga underarter finns listade i Catalogue of Life.